# Ichneumon petiolatus
Ichneumon petiolatus är en stekelart som beskrevs av Geoffroy 1785. Ichneumon petiolatus ingår i släktet Ichneumon och familjen brokparasitsteklar. Inga underarter finns listade i Catalogue of Life.